# Davilla angustifolia
Davilla angustifolia är en tvåhjärtbladig växtart som beskrevs av St.-hil.. Davilla angustifolia ingår i släktet Davilla, och familjen Dilleniaceae. Inga underarter finns listade i Catalogue of Life.